# Љубо Вучковић
Љубо Вучковић (Љуботињ, код Цетиња, 22. јануар 1915 — Београд, 7. јул 1976) био је учесник Народноослободилачке борбе, генерал-пуковник ЈНА и народни херој Југославије. У периоду од 29. априла 1955. до 16. јуна 1961. обављао је функцију Начелника Генералштаба Југословенске народне армије.

## Биографија
Рођен је 22. јануара 1915. године у селу Љуботињу, код Цетиња, у десеточланој породици Милана и Милице. Био је најстарији од осам синова. Основну школу је завршио у родном селу, а четири разреда гимназије на Цетињу. С обзиром на скромно породично материјално стање, али и жељу да се даље школује, Љубо је 1. октобра 1930. године постао питомац Ниже школе Војне академије у Београду. Завршио је у чину потпоручника, 10. октобра 1935. године, и као официр службовао у 32. пешадијском пуку у Мостару.
У чин поручника унапређен је октобра 1939. и у Пожаревцу завршио курс за везу Југословенске војске и постављен на место водника вода за везу у 32. пешадијском пуку.
У Априлском рату, као командир чете, борио се на Скадарском фронту. После капитулације Краљевине Југославије, заробили су га Италијани, али је успео да побегне из затвора. После повратка у Мостар, ухапсиле су га усташе, али је и њима успео да побегне.

### Народноослободилачка борба
У Народноослободилачкој борби учествује од 13. јула 1941. године. Већ у септембру је примљен у чланство Комунистичке партије Југославије (КПЈ), и постављен за вршиоца дужности команданта Ловћенског партизанског одреда. Јуна 1942. године, постављен је за команданта Првог батаљона Четврте црногорске ударне бригаде, са којом је учествовао у великој диверзији на железничкој прузи Сарајево–Мостар, јула исте године. Приликом другог напада на Купрес, са својим батаљоном пробио се и избио на другу страну града. За јунаштво испољено у борби за град, писмено је похваљен од стране Врховног команданта НОП и ДВЈ Јосипа Броза Тита.
Као командант Друге далматинске ударне бригаде, успешно је форсирао Неретву и Дрину. Током битке на Неретви, његова бригада је била задужена за обезбеђивање срушеног моста, приликом преласка главнине партизанских снага и за разбијање четника на левој обали реке Неретве.
Борбе на Горњим и Доњим Барама током Пете непријатељске офанзиве биле су најтеже које је водила Друга далматинска бригада и спадају у ред најтежих борби Главне оперативне групе Врховног штаба. Иако рањен, Вучковић је успешно командовао бригадом. У јесен 1943. године, као командант Четврте црногорске ударне бригаде, истакао се током борби за Колашин.
Као командант Друге пролетерске дивизије, учествовао је у силовитом продору пролетерских бригада у Србију. Септембра 1944. постављен је за команданта 13. српског корпуса НОВЈ и учествовао у борбама за ослобођење Србије. Крај Другог светског рата, који је започео као командир чете, затекао га је на функцији начелника Штаба Друге армије ЈА.

### Послератни период
У периоду од 1946. до 1948. године, био је на школовању, на Вишој војној академији „Ворошилов“ у Москви. После повратка из Совјетског Савеза, био је на разним функцијама у Генералштабу Југословенске народне армије (ЈНА) — начелник Четврте управе ЈА, до 1950, потом до 1955. и начелник Прве управе ЈНА.  и Начелник Генералштаба ЈНА, од 29. априла 1955. до 16. јуна 1961. године. Након тога, налазио се на месту начелника Више војне академије ЈНА, од 1961. до 1967, када бива прекомандован у Студијско одељење Генералштаба ЈНА, односно Савезног секретаријата за народну одбрану СФРЈ (ССНО).
Био је и члан Опуномоћства ЦК СКЈ за ЈНА у два наврата, од 1953. до 1958. и од 1965. до 1969. године. Био је и члан Савета народне одбране и председник Савезног одбора Савеза резервних војних старешина Југославије (СРВСЈ). Пензионисан је у чину генерал-пуковника ЈНА, 1975. године.
Чин генерал-мајора добио је 1944, генерал-лајтнанта 1947. и генерал-пуковника ЈНА 1955. године.
Умро је 7. јула 1976. у Београду. Сахрањен је у Алеји заслужних грађана на Новом гробљу у Београду.

## Књиге и одликовања
Написао је више чланака војне тематике и објавио две књиге:
- Одбрана стрељачког корпуса на планинском земљишту, Београд, 1949. и
- Далматински пролетери, Београд, 1968. и 1973.[5]

Носилац је Партизанске споменице 1941. и других високих југословенских одликовања, међу којима су — Орден југословенске звезде с лентом, Орден ратне заставе, Орден партизанске звезде са златним венцем, Орден братства и јединства са златним венцем, Орден партизанске звезде са сребрним венцем, Орден заслуга за народ за сребрним зрацима и два Ордена за храброст. Орденом народног хероја одликован је 20. децембра 1951. године.

## Галерија
- Љубо Вучковић, 1944.
- Гроб Љуба Вучковића и његове супруге Ксеније у Алеји заслужних грађана на Новом гробљу у Београду
- Партизанска споменица 1941.
- Орден народног хероја